# 巴里·哈钦森
巴里·哈钦森（英語：Barrie Hutchinson，1926年6月19日—2019年2月14日），新西兰男子水球运动员。他曾代表新西兰国家队参加1950年大英帝国运动会水球比赛，获得一枚银牌。